# Lets
Het Lets (Lets: latviešu valoda) is een Indo-Europese taal, behorend tot de Baltische taalgroep binnen die grote familie. Het is de officiële taal van Letland.
Het Lets is nauw verwant met het Litouws. Beide talen hebben zeven naamvallen: nominatief, genitief, datief, accusatief, instrumentalis, locatief en vocatief. Wel is het Lets in verschillende opzichten verder geëvolueerd. Onder invloed van naburige Finoegrische talen ligt in het Lets de klemtoon steeds op de eerste lettergreep. De dualis (tweevoud) is in het Lets verloren gegaan, evenals het onzijdige grammaticale geslacht (de taal maakt wel onderscheid tussen mannelijke en vrouwelijke woorden).
Behouden is het onderscheid tussen bepaalde en onbepaalde vormen van het bijvoeglijk naamwoord. Het Lets, dat geen lidwoorden heeft, maakt derhalve door middel van verschillende vormen van het woord voor 'groot' onderscheid tussen 'een grote stad' en 'de grote stad'.
De oudste Letse tekst is een katholieke catechismus en dateert uit 1585. Een jaar later werd deze door een lutherse catechismus gevolgd.
Opvallende elementen in het Letse schrift zijn liggende streepjes boven de klinkers, die lengte of intonatie aangeven. Daarnaast kent het Lets de cedille: de Ģ, Ķ, Ļ en Ņ worden hierdoor gepalataliseerd en worden uitgesproken met een lichte j-klank erna.
Als een van de weinige Indo-Europese talen is het Lets een pitch-accenttaal: de beklemtoonde lettergreep in een woord kan anders worden geïntoneerd, waardoor betekenisverschil ontstaat.

## Naamvallen
|                | functie                                                                                                  |
| -------------- | --- |
| nominatief     | onderwerp, predicaat                                                                                     |
| genitief       | bezitter (van), bepaling na bepaalde voorzetsels in het enkelvoud                                        |
| datief         | meewerkend voorwerp, bepaling na bepaalde voorzetsels in het enkelvoud en elk voorzetsel in het meervoud |
| accusatief     | lijdend voorwerp, bepaling van tijdsduur, bepaling na bepaalde voorzetsels in het enkelvoud              |
| vocatief       | aanspreking                                                                                              |
| locatief       | bepaling van plaats en tijdstip                                                                          |
| instrumentalis | bepaling van middel                                                                                      |

opmerkingen
1. Het is een twistpunt of de instrumentalis wel of niet bestaat in het Lets. De instrumentalis is immers in feite het voorzetsel "ar"(met), dat in het enk. de accusatief gebruikt en in het mv. de datief. Omdat dit voorzetsel af en toe wordt weggelaten, zien velen dit toch als een aparte naamval.
2. De datief kan bij bepaalde ww. ook de functie lijdend voorwerp hebben. Enkele voorbeelden van werkwoorden waarbij de datief gebruikt worden zijn klausīt (gehoorzamen), palīdzēt (helpen) en ticēt (geloven).
Suns klausa manam tēvam. De hond gehoorzaamt mijn vader.
Mēs jums palīdzēsim. Wij zullen jullie helpen.
Bij sommige werkwoorden wordt voor het onderwerp een datief gebruikt. Het lijdend voorwerp is dan nominatief.
Mums ir divi kaķi. Wij hebben 2 katten.
Lindai negaršo tomāti. Linda lust geen tomaten.